# Магеллановы леса
Магеллановы субполярные леса — экорегион, включающий в себя южную Патагонию и архипелаг Огненная Земля, это самый южный лесной массив планеты. Севернее расположены Вальдивские леса и Патагонская пустыня.
Площадь лесов около 150 тыс. км². Климат влажный морской, с прохладным летом (около +10 °С), но мягкой зимой (около 0 °С). Осадки выпадают в течение всего года, зимой преимущественно в виде мокрого снега, летом — дожди (редко снег), их количество достигает 4000 мм на западе и снижается до 500 мм на востоке.
Значительную площадь из-за сильных ветров занимает криволесье.
Типичные представители флоры — майтенус магелланский, южноамериканские виды нотофагуса, дримис Винтера (Drimys winteri), Misodendrum punctulatum, пильгеродендрон, а также земляника чилийская (Fragaria chiloensis) и барбарис самшитолистный.
Фауна представлена самым маленьким в мире оленем пуду, южной выдрой (Lontra provocax), в северной части встречается пума. Из птиц обитают магелланский дятел (Campephilus magellanicus), патагонский овсяночник (Phrygilus patagonicus), патагонский певчий пересмешник (Mimus patagonicus). На побережье — типичные морские птицы: чайки, буревестники, альбатросы, крачки, пингвины.
На территории Магеллановых лесов в Аргентине и Чили создано более десятка национальных парков и охраняемых зон.